# Maître Eberhard
Maître Eberhard (dit aussi en allemand : Eberhard von Landshut) était un maître queux au service de Henri XVI de Bavière, dit Henri le Riche. Il est l'auteur d'un des plus anciens manuels de cuisine européens, intitulé « Das Kochbuch Meister Eberhard » (Le livre de cuisine de Maître Eberhard), rédigé dans la première moitié du XVe siècle.

## Œuvre
Das Kochbuch des Meisters Eberhard : la base de l'ouvrage est rédigée au début du XVe siècle, l'ouvrage est composé de 113 sections et détaille 24 recettes de l'époque.